# Llac Union (comtat de Rice, Minnesota)
El llac Union (anglès: Union Lake) és un llac del comtat de Rice de l'estat de Minnesota dels Estats Units. El llac Union va ser anomenat així pel fet que dos rierols desemboquen al llac on les seves aigües estan "unides".